# Apoštolský vikariát Thrákie
Apoštolský vikariát Thrákie byl vikariát bulharské řeckokatolické církve, nacházející se v Turecku.

## Historie
Vikariát byl založen 7. dubna 1883 a to z části území Apoštolského vikariátu Konstantinopol.
Roku 1926 byl vikariát zrušen a území přešlo k vytvoření apoštolského vikariátu Sofie.

## Seznam exarchů
- Michele Petkoff (1883–1921)
  - Cristoforo Kondoff (1923–1924) apoštolský administrátor